# Quint Marci Turbo
Quint Marci Turbo   (segle I - segle II) o Turba (Quintus Marcius Turbo) va ser un militar romà dels temps de l'emperador Trajà. Es va convertir en Prefecte de la Guàrdia Pretoriana i un amic proper i assessor militar dels emperadors Trajà i Hadrià.

## Biografia
No se sap res dels primers anys de Turbo. Hi ha pocs documents o referències que proporcionin informació fidedigna en relació amb la seva vida abans de convertir-se en soldat. No obstant això, se sap que venia de la ciutat hel·lènica d'Epidaure, que era un lloc ben conegut pels seus temples religiosos i centres curatius. El primer document substancial sobre Turba apareix l'any 113, quan va destacar en l'exèrcit romà. Per tant, es pot dir amb certa seguretat que va néixer en algun moment a finals del segle i.

## Carrera
Turbo va tenir una carrera variada i il·lustre com a membre de l'exèrcit romà. El primer document sobre ell apareix l'any 114, durant el regnat de l'emperador Trajà. En aquesta època, era el comandant de la Flota de Miseno. Formada per l'emperador Octavi August l'any 27 aC, la flota de Miseno era l'equivalent de la Guàrdia Pretoriana amb base terrestre. Turbo va seguir les petjades del famós Plini el Vell, que prèviament havia estat el comandant de la Flota de Miseno. Sota el seu comandament, la flota va navegar cap a Orient per ajudar en la lluita contra l'Imperi Part en algun moment entre els anys 113 i el 116. Aquesta aventura militar era part de l'objectiu de Trajà de destruir finalment l'amenaça dels parts. Aproximadament per la mateixa època, àmplies porcions de la població jueva de l'Imperi va començar a revoltar-se en un intent d'alliberar-se dels seus senyors romans. Aquesta era la segona revolta jueva, sent la primera la dels anys 66-73. Aquesta revolta, que va durar des de l'any 115 al 117, es va estendre fins a ser una situació que va amenaçar seriosament a l'Imperi, va ser l'anomenada Guerra de Kitus.
Degut a la gravetat d'aquesta amenaça, Trajà va decidir enviar a Marci Turbo, un dels seus millors militars a Egipte per resoldre la situació. Va deixar la flota de Miseno i amb noves tropes, enviades per Trajà, va restablir el control sobre Egipte i, eventualment, Xipre. Turbo es va convertir en el prefecte militar d'Egipte, conegut com a Praefectus Pro Legato. L'any 117 va morir Trajà i el va succeir Hadrià, que es va fer amic de Marci Turba des del principi. Va ser conseller i confident d'Hadrià, a qui va acompanyar a la Mauretània al Nord d'Àfrica on conjuntament van dirigir una campanya militar contra els rebels locals. Hadrià va marxar per tractar altres assumptes de l'imperi, principalment l'amenaça de Pàrtia, i va deixar Turbo com a director de la campanya. Com un altre exemple de quant confiava Hadrià amb Turbo, el va posar al càrrec de dos províncies al Nord d'Àfrica, la Mauritània Cesariense i la Tingitana. Després d'exercir el càrrec de governador, Turbo, a petició d'Hadrià, va acceptar el control del comandament danubià, part de la presència militar romana a la zona oriental de l'Imperi a prop del riu Danubi. Va estar a càrrec de les legions del Danubi fins a l'any 123. Just després d'aquest nomenament, va esclatar la inquietud a la província romana de Dàcia, un lloc ric en or i altres metalls preciosos i, per tant, molt important per Hadrià, que necessitava tenir accés a les seves riqueses per mantenir en funcionament l'Imperi. Immediatament envià Turbo a Dàcia i va aconseguir aturar qualsevol revolta. Hadrià, amb la col·laboració de Turbo, va dividir Dàcia en dues regions amb l'esperança de fer la província més manejable i menys rebel. Aquestes dues noves regions van ser anomenades Dàcia Superior i Dàcia Inferior.
Després de complir amb el seu càrrec al Danubi, Turbo va marxar a Roma. Hadrià, famós pels seus nombrosos viatges, es va adonar que necessitava un representant en qui pogués confiar la capital, de manera que pogués continuar els seus viatges a l'Imperi. Durant els seus viatges, Hadrià va saber que hi havia l'amenaça de ser enderrocat per un ambiciós polític o general, però Hadrià sabia que podia confiar a Turbo perquè el representés sincera i honestament a Roma, per la seva relació propera i pel domini i el coneixement que tenia de la política i de la milícia. Turbo podia conservar el lloc mentre Hadrià estés absent. L'any 125, Hadrià va nomenar Turbo Prefecte del Pretori, el cap de la Guàrdia Pretoriana. Aquesta era una posició immensament prestigiosa amb enormes responsabilitats. Per exemple, Turbo havia de mantenir a l'emperador sa i estalvi de qualsevol amenaça mentre mantenia la seguretat i la pau al territori de Roma, i a Itàlia. Era un dels més alts càrrecs del govern i un gran honor per Turbo. Va conservar aquest títol fins a l'any 134. En aquest moment Turbo sembla desaparèixer i no es troben més documents sobre ell. És possible que Turbo, juntament amb molts altres, caigués en desgràcia. Però també és possible que Turbo morís de causes naturals.

## Llegat
Sens dubte Turbo va tenir una brillant carrera malgrat que era grec i no italià. Fins llavors, els alts càrrecs del govern romà encara es reservaven a homes de noblesa i aristocràtiques famílies d'ascendència romana. No obstant això, la vida de Turbo mostra que la tendència general a l'Imperi era cap a una societat igualitària on el coneixement de cada un, les seves habilitats i èxits eren tan importants com la família i els avantpassats. Més encara, Turbo acumular molts èxits durant la seva vida en les esferes militar i política. En conjunt, Turbo va contribuir a la pau, la prosperitat i la força de l'Imperi Romà.